# Оситняжская волость
Оситняжская волость — административно-территориальная единица Александрийского уезда Херсонской губернии.
По состоянию на 1886 год состояла из 14 поселений, 18 сельских общин. Население 3846 человек (1903 мужского пола и 1943 женского), 726 дворовых хозяйств.
|                        | Площадь (в т. ч. пахотной) |
| ---------------------- | -------------------------- |
| Сельских общин         | 3771 (3278)                |
| Частной собственности  | 8424 (7800)                |
| Казённой собственности | —                          |
| Другой собственности   | 138 (129)                  |
| Всего                  | 12 333 (11 207)            |

Самые большие поселения:
- Оситняжка — село при реках Ингул и Крутоярка в 50 верстах от уездного города, 1044 человека, 188 дворов, недостроенная православная церковь.
- Севериновка Большая — село при реке Ингул, 547 человек, 116 дворов, православная церковь.
- Ульяновка (Марьяновка) — село при реке Ингул, 161 человек, 32 двора, православная церковь.